# Incêndio em Kemerovo em 2018
O incêndio em Kemerovo em 2018 foi um grave incêndio que deflagrou às 17h do dia 25 de março de 2018 (hora de Krasnoyarsk, 10:00 UTC) no centro comercial Zimnyaya Vishnya (em russo:  Зимняя вишня, торгово-развлекательный комплекс, Zimnyaya vishnya, torgovo-razvlekatel'nyy kompleks) em Kemerovo, Rússia, matando pelo menos 64 pessoas de acordo com declarações oficiais. 
O incêndio teve início no último andar do complexo de quatro andares. Foram avistadas pessoas a saltar das janelas que tentavam escapar. 100 pessoas foram evacuadas e outras 20 resgatadas. 27 pessoas suportamente empregados do centro comercial estão desaparecidas.

## Eventos

Planta do quarto piso do centro comercial Zimnyaya Vishnya zona de entretenimento com indicação do início do incêndio.

Foram efectuadas quatro detenções relacionadas com o incêndio, incluindo o chefe da empresa gestora do centro comercial. Muitas das vítimas estavam no cinema do centro comercial, onde dois tetos colapsaram. Várias das vítimas nos cinemas eram crianças que assistiam Sherlock Gnomes no começo do primeiro dia de uma semana de férias escolares. O sistema de alarme de incêndio no centro comercial de Kemerovo foi desligado por um segurança. Um porta-voz do Comité de Investigação da Rússia também afirmou que as saídas de incêndio no edifício, estavam bloqueadas durante o incêndio.
O vice-governador Vladimir Chernov afirmou que a suspeita recaía numa criança na posse de um isqueiro que inflamou espuma de borracha numa sala de trampolins para criança entrando em erupção em forma de pólvora.

## Fatalidades
Pelo menos 64 pessoas morreram no incêndio, sendo mais da metade crianças.

## Rescaldo
Políticos regionais e internacionais, enviaram condolências.